# ナシム・ヌニェス
ナシム・エマヌエル・ヌニェス（Nasim Emmanuel Nunez, 2000年8月18日 - ）は、 アメリカ合衆国ニューヨーク州ニューヨーク市ブロンクス区出身のプロ野球選手（遊撃手）。右投両打。MLBのワシントン・ナショナルズ所属。

## 経歴

### プロ入りとマーリンズ傘下時代
2019年のMLBドラフト2巡目（全体46位）でマイアミ・マーリンズから指名され、プロ入り。なお、契約しない場合はクレムゾン大学へ進学の予定であった。契約後、傘下のルーキー級ガルフ・コーストリーグ・マーリンズでプロデビュー。A-級バタビア・マックドッグスでもプレーし、2球団合計で51試合に出場して打率.200、12打点、18盗塁を記録した。
2020年は新型コロナウイルスの影響でマイナーリーグの試合が開催されなかったため、公式戦の出場は無かった。
2021年はA級ジュピター・ハンマーヘッズでプレーし、52試合に出場して打率.243、10打点、33盗塁を記録した。
2022年はA級ベロイト・スカイカープとAA級ペンサコーラ・ブルーワフーズでプレーし、2チーム合計で123試合に出場して打率.251、2本塁打、41打点、70盗塁を記録した。
2023年はAA級ペンサコーラでプレーし、125試合に出場して打率.225、5本塁打、43打点、52盗塁を記録した。また、7月にはオールスター・フューチャーズゲームにナショナルリーグの一員として出場した。6回1死満塁でヨスバー・ズルエタから走者一掃となる二塁打を放ち、大会MVPを獲得した。

### ナショナルズ時代
2023年12月6日に行われたルール・ファイブ・ドラフトのメジャーリーグ・フェイズにおいてワシントン・ナショナルズから指名され、移籍した。
2024年の開幕はメジャーで迎えた。メジャーデビューとなった3月30日のシンシナティ・レッズ戦では9回表に代走で登場して二盗を決めると、直後には決勝のホームを踏んだ。この年メジャーでは51試合に出場して打率.246、1打点、8盗塁を記録した。

## プレースタイル
細身の外見通り非力だが、その分を快足と守備で補っていくタイプと言われている。遊撃守備は将来ゴールドグラブ賞を狙えると評され、肩も優れる。また、レギュラーとなれなかった場合はスピードや身体能力を活かしてユーティリティープレイヤーとなる将来像も挙げられる。

## 詳細情報

### 年度別打撃成績
| 年 度    | 球 団    | 試 合 | 打 席 | 打 数 | 得 点 | 安 打 | 二 塁 打 | 三 塁 打 | 本 塁 打 | 塁 打 | 打 点 | 盗 塁 | 盗 塁 死 | 犠 打 | 犠 飛 | 四 球 | 敬 遠 | 死 球 | 三 振 | 併 殺 打 | 打 率 | 出 塁 率 | 長 打 率 | O P S |
| -------- | -------- | ----- | ----- | ----- | ----- | ----- | -------- | -------- | -------- | ----- | ----- | ----- | -------- | ----- | ----- | ----- | ----- | ----- | ----- | -------- | ----- | -------- | -------- | ----- |
| 2024     | WSH      | 51    | 78    | 61    | 14    | 15    | 1        | 0        | 0        | 16    | 1     | 8     | 2        | 5     | 0     | 12    | 0     | 0     | 15    | 1        | .246  | .370     | .262     | .632  |
| MLB：1年 | MLB：1年 | 51    | 78    | 61    | 14    | 15    | 1        | 0        | 0        | 16    | 1     | 8     | 2        | 5     | 0     | 12    | 0     | 0     | 15    | 1        | .246  | .370     | .262     | .632  |

- 2024年度シーズン終了時

### 年度別守備成績
| 年 度 | 球 団 | 二塁（2B） | 二塁（2B） | 二塁（2B） | 二塁（2B） | 二塁（2B） | 二塁（2B） | 遊撃（SS） | 遊撃（SS） | 遊撃（SS） | 遊撃（SS） | 遊撃（SS） | 遊撃（SS） |
| 年 度 | 球 団 | 試 合      | 刺 殺      | 補 殺      | 失 策      | 併 殺      | 守 備 率   | 試 合      | 刺 殺      | 補 殺      | 失 策      | 併 殺      | 守 備 率   |
| ----- | ----- | ---------- | ---------- | ---------- | ---------- | ---------- | ---------- | ---------- | ---------- | ---------- | ---------- | ---------- | ---------- |
| 2024  | WSH   | 2          | 0          | 0          | 1          | 0          | .000       | 33         | 38         | 80         | 4          | 19         | .967       |
| 通算  | 通算  | 2          | 0          | 0          | 1          | 0          | .000       | 33         | 38         | 80         | 4          | 19         | .967       |

- 2024年度シーズン終了時

### 表彰
MiLB
- オールスター・フューチャーズゲームMVP：1回（2023年）

### 記録
MiLB
- オールスター・フューチャーズゲーム選出：1回（2023年）

### 背番号
- 26（2024年 - ）